# Тракијски мученици
Тракијски мученици су хришћани Север, Мемнон и још 37 мученика који су због своје вере пострадали у Трачком град Филипопољу у време прогона хришћана цара Диоклецијана (284-305). 
Током прогона хришћана ухваћени су и бачени на муке због чврстог и неустрашивог исповедање вере у Христа, и одбијања да се поклоне паганским идолима. У житију стоји да су им на прсте руку ставили усијано прстење и опасали га усијаним гвозденим појасом. После ових мука, свештеник Север је посечен. Када је владар сазнао да је мученик Север преобратио у Христа стотника Мемнона, заповедио је и да њега баце на муке. Мемнон је испружен и од његове коже на леђима су исечена 3 појаса. Са њим је страдало још тридесет седам мученика. Свима су им одсечене руке и ноге и бачене у запаљену пећ..  
Париски кодекс из 1587. године даје њихова имена - Зефир (Σευηρος), Орион (Ωριωνας), Антилин (Αντιλινος), Молиа (Μολιας), Евдаимон (Ευδαιμονας), Силобина (Силобина) αβινος), Евстатије (Ευσταθιος), Стратон (Στρατωνας) и Вошва (Βοσβας) из Византије, као и Тимотеј (Τιμοθεος), Палмат (Παλματος), Меот (Μεστος), Никон (Ννιοκς), Никон (Ννιοκς), Δομετιανος), Максим (Μαξιμος), Неофит ( Νεοφυτος), Виктор (Βικτωρας), Рин (Ρινος), Саторнин (Σατορνινος), Епафродит (Επαφροδιτος), Керк (Κορνινος), Керк (Κορνινος), Керк (Κορνινος) ωτικος), Кронион (Κρονιονας), Антана (Ανθανας), Евро (Ευρος), Зоил (Ζωιλος), Тиранин (Τυραννος), Ахат (Αγαθος), Панстен (Πανσθενης), Ахил (Αχιλλεας), Пантири (Хусан) ρυσανθος), Атенодор (Αθηνοδωρος), Пантолеон (Παντολεοντας), Теосевије (Θεοσεβης), Генетлије (Γενεθλιος) и Мемнон (Μεμνονας) из Филипопоља. 
Њихово мученичко страдање се десило 304. године. 
Православна црква прославља Тракијске мученике 5. септембра (23.8.) 